# 聖カタリナの神秘の結婚 (パルミジャニーノ、ルーヴル美術館)
『聖カタリナの神秘の結婚』(せいカタリナのしんぴのけっこん、伊: Matrimonio mistico di santa Caterina d'Alessandria) は、パルミジャニーノが1529年ごろ制作した未完成の油彩による板絵である。現在、パリのルーヴル美術館に所蔵されている。
作品は、画家のボローニャ時代、またはローマ滞在時代の数年前にさかのぼる。 1638年から1687年まで、スペインのローマ大使であったドン・ガスパール・メンデス・デ・アーロ・イ・グスマンが所有していたが、その後ジョヴァンニ・バッティスタ・ソンマリーヴァの手に渡った。1823年にフレデリック・レゼによって購入され、1992年に当時の所有者からルーヴル美術館友の会によりルーヴル美術館への贈り物として購入された。
三点の複製が知られているが、それらはモスクワのプーシキン美術館、モデナのカンポリ・コレクション、そして個人コレクション (1994年4月19日にロンドンのフィリップスで売却されたもの) に所蔵されている。